# Erioptera (Erioptera) inusitata
Erioptera (Erioptera) inusitata is een tweevleugelige uit de familie steltmuggen (Limoniidae). De soort komt voor in het Afrotropisch gebied.